# Children v. Earthquakes - Earthquakes Preferred
Children v. Earthquakes - Earthquakes Preferred è un cortometraggio muto del 1905 diretto da Lewin Fitzhamon e interpretato dalle sorelle Hetty e Gertie Potter, entrambe al loro debutto sullo schermo.

## Trama
Una ragazzina birichina ne combina di cotte e di crude.

## Produzione
Il film fu prodotto dalla Hepworth.

## Distribuzione
Distribuito dalla Hepworth, il film - un cortometraggio di 130 metri - uscì nelle sale cinematografiche britanniche nel luglio 1905.
Si conoscono pochi dati del film che finì probabilmente tra quelli distrutti nel 1924 dallo stesso produttore, Cecil M. Hepworth. Fallito, in gravissime difficoltà finanziarie, Hepworth pensò in questo modo di poter almeno recuperare il nitrato d'argento della pellicola.